# Campos de Sport de El Sardinero
Il Campos de Sport de El Sardinero è uno stadio spagnolo situato a Santander, e ospita le partite interne del Racing Santander. Ha sostituito il vecchio Estadio El Sardinero.